# Ford Transit
Ne doit pas être confondu avec Ford Transit Courier, Ford Transit Connect, Ford Transit Custom ou Ford Transit Bus.
Le Ford Transit est un véhicule utilitaire léger produit par Ford depuis 1965. Vendu principalement en tant que fourgonnette, il existe également en minibus. Il s'est vendu à plus de huit millions 500 mille exemplaires depuis sa sortie, sur quatre générations, ce qui en fait le deuxième utilitaire le plus vendu.
Précédé à compter de 1953 par le Ford FK 1000, devenu Ford Taunus Transit en 1961 et de fait son prédécesseur direct, le Ford Transit est conçu historiquement par Ford Europe avant de devenir un produit mondial, vendu jusqu'en Amérique du Nord depuis 2015 où il a remplacé le Ford E-Series. Par antonomase, Transit est même passé dans le langage courant de certains pays pour désigner un véhicule utilitaire léger. Il est produit en Asie, en Amérique du Nord et en Europe.
Rétrospectivement — le Ford Taunus Transit ayant eu une carrière discrète, essentiellement en Allemagne —, il est couramment admis que la première version du Transit, dite « Mark I », correspond au modèle britannique produit entre 1965 et 1977. Bien qu'il n'y ait eu que quatre plates-formes depuis 1965, les divers restylages et mises à niveau ont pu être considérés comme de nouvelles générations à part entière, se voyant de fait attribuer leur propre appellation « Mark ». Cet article synthétise ces difficultés, en associant chaque génération à une nouvelle plate-forme, sans omettre les appellations courantes Mark.

## Première génération (1965-1986)
La première génération de Ford Transit apparaît en 1965, prenant directement le relais du Ford Thames 400E (produit par Ford Grande-Bretagne) et du FK 1000 renommé Ford Taunus Transit en 1961, produit par Ford Allemagne de 1953 à 1965 et au Portugal de 1963 à 1966.
Le Thames 400E est un petit fourgon à moteur central avant connu pour sa voie étroite, dont la zone de chargement restreinte le privera de succès commercial. Pour y remédier, Henry Ford II combine les efforts d'ingénierie de Ford Grande-Bretagne et de Ford Allemagne pour créer un prototype pour l'ensemble des marchés de ses filiales (devenues Ford Europe) :  auparavant, celles-ci évitaient de se concurrencer sur leurs marchés nationaux respectifs, tout en étant en concurrence directe sur d'autres marchés européens.
La fourgonnette est initialement produite à l'usine Ford de Langley en Angleterre (une ancienne usine d'avions de la Seconde Guerre mondiale qui avait produit des chasseurs Hawker Hurricane), mais la demande a dépassé la capacité de l'usine et la production a été déplacée à Southampton (qui les produira jusqu'à sa fermeture en 2013). Des Transit ont également été produits dans l'usine Ford de Gand en Belgique, en Turquie ainsi qu'à Amsterdam pour le marché local, du milieu des années 1970 à fin 1981. Cette usine avait une capacité suffisante, puisque le Ford Transcontinental qui y était produit a eu peu de succès. Bien que le Transit se soit bien vendu aux Pays-Bas, il n'a pas suffi à sauver l'usine, qui a fermé ses portes en décembre 1981.
Cette génération connait la plus longue production de tous les Transit à ce jour, en grande partie inchangée pendant 12 ans jusqu'au lifting majeur de 1978, avec une période de production globale de plus de 20 ans, jusqu'en 1986.

### Transit Mark I (1965 - 1977)
Le Transit était le départ des véhicules utilitaires européens de l'époque avec son style d'inspiration américaine - sa large voie lui a donné un énorme avantage en capacité de charge par rapport aux véhicules comparables de l'époque. La plupart des composants mécaniques du Transit étaient adaptés de la gamme des voitures Ford de l'époque. Une autre clé du succès du Transit était le grand nombre de styles de carrosserie différents: fourgons à panneaux à empattement long et court, camionnette, minibus, fourgons pour passagers pour n'en nommer que quelques-uns.

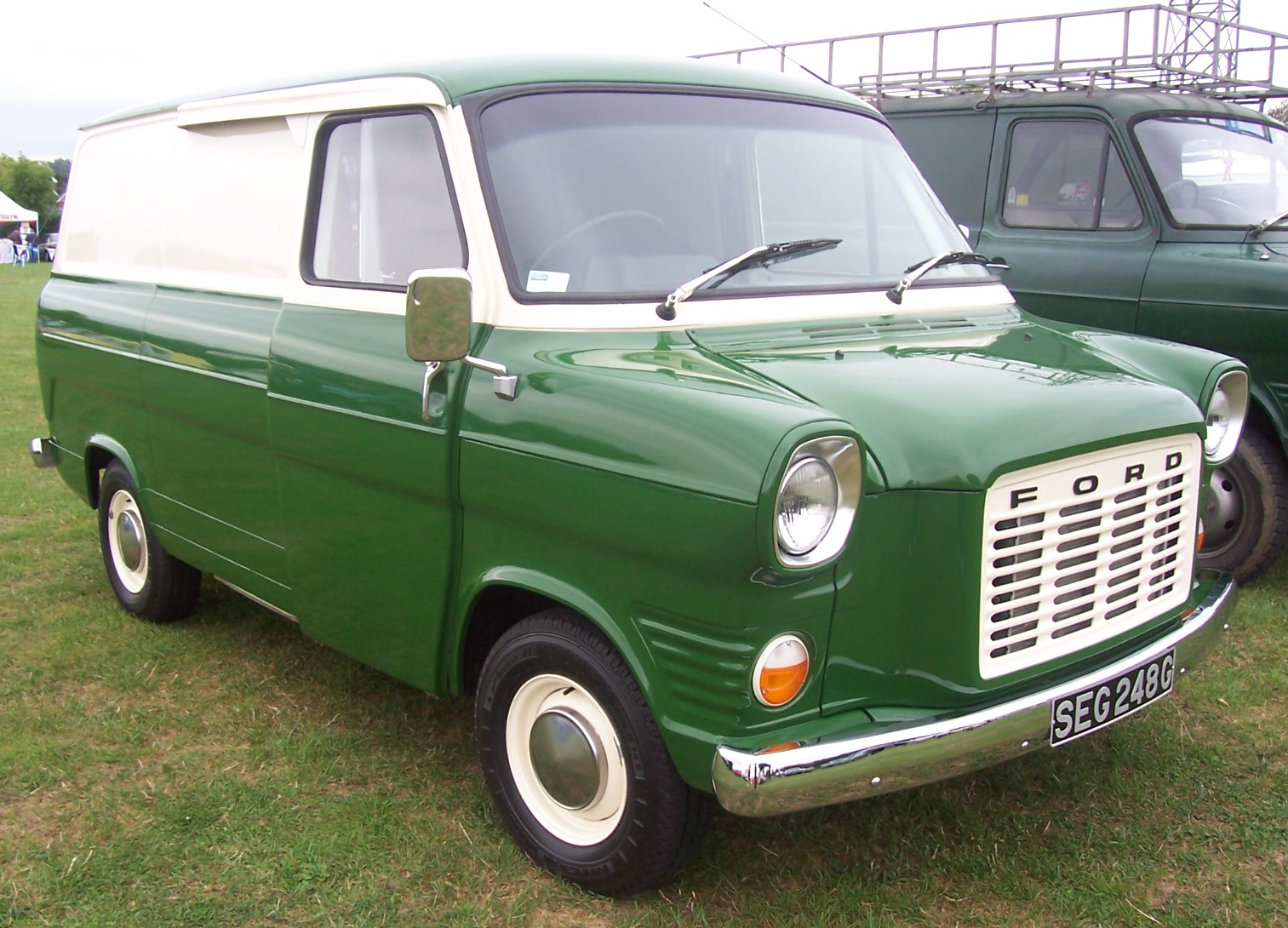
Un Transit Mark I et son « museau de cochon ».

Les moteurs utilisés au Royaume-Uni étaient le V4 Essex pour la version essence dans des capacités de 1,7 L et 2,0 L. En utilisant des moteurs V4 relativement courts, Ford a pu minimiser la longueur supplémentaire nécessaire pour placer le moteur devant le conducteur. Un autre développement populaire sous le capot était l'équipement de la camionnette avec un alternateur au moment où les concurrents du marché britannique s'attendaient à ce que les acheteurs se contentent d'une dynamo. Un moteur Diesel de 43 ch (32 kW) provenant de Perkins a également été proposé. Comme ce moteur était trop long pour rentrer sous le nez trapu du Transit, la version diesel comportait un capot plus long - qui fut surnommé le «museau de cochon». Le moteur Perkins, sous-alimenté, s'est avéré impopulaire et a été remplacé par la propre unité York de Ford en 1972. Pour l'Europe continentale, le Transit avait les moteurs V4 de la Ford Taunus allemande dans les versions Cologne de 1,3 L, 1,5 L et 1,7 L ou Essex 2,0 litres. Le long nez avant de la version diesel a également été utilisé pour accueillir le moteur V6 Essex 3.0 L de Ford (Royaume-Uni) pour des applications de haute performance telles que les fourgonnettes fournies aux services de police et d'ambulance. En Australie, en 1973, pour compléter les deux moteurs V4 Essex disponibles, le Transit a été lancé avec l'avant à long nez utilisé de la version diesel pour accueillir un moteur 6 cylindres en ligne dérivé de la Ford Falcon.
En 1972, la police métropolitaine a rapporté sur ce véhicule, par l'intermédiaire d'un porte-parole de Scotland Yard, que « les Ford Transit sont utilisés dans 95 % des raids bancaires. Avec les performances d'une voiture et l'espace pour 1,75 tonne de butin, le Transit s'avère être le véhicule de fuite parfait… », le décrivant comme « le van le plus recherché de Grande-Bretagne »,,.
L'adoption d'un essieu avant rigide à la place d'un système intégrant une suspension avant indépendante qui avait figuré sur son prédécesseur britannique aurait pu être considérée comme un pas en arrière par certains, mais sur la route, les commentateurs ont estimé que la voie plus large et l'empattement plus long du Transit compensaient le recul apparent représenté par les choix de suspension de Ford. Les conducteurs ont apprécié l'élimination du bruit excessif, des odeurs et de la chaleur de l'habitacle résultant du placement du conducteur au-dessus ou à côté du compartiment moteur du Thames 400E et d'autres fourgonnettes à moteur central avant des années 1950 et du début des années 1960.
Le Transit a également été assemblé en Afrique du Sud entre 1967 et 1974, c'était le dernier Transit à être vendu dans ce pays jusqu'en 2013, date à laquelle un modèle entièrement importé a été introduit.

### Transit Mark II (1977 - 1986)
En août 1977, une version rénovée - nom de code chez Ford sous le nom de « Transit de 1978 1⁄2 » - mais généralement appelée Transit Mark II, a fait ses débuts avec une section de nez plus longue et restylée qui pouvait désormais accueillir correctement un moteur à cylindres en ligne à la place des V4 Essex et Cologne - c'est pourquoi le moteur Pinto de la Cortina est devenu l'unité motrice dominante du Transit. De nombreux propriétaires des flottes ont connu une usure prématurée de l'arbre à cames dans les premières unités Pinto de la Cortina et pendant deux ans, le Transit 75 était disponible avec le moteur Kent à écoulement transversal de 1,6 L de Ford. Les versions hautes performances destinées à la police ou aux ambulances utilisaient la version V6 de 3,0 L du moteur Essex, les variantes australiennes avaient des moteurs 6 cylindres en ligne de 4,1 L (250 cubic inch), à partir de septembre 1978. Un moteur 3.0L de 100 PS (74 kW ; 99 ch) était également disponible dans certains modèles plus lourds. Le nouveau style frontal a ramené le Transit en ligne avec le reste de la gamme des voitures particulières de Ford Europe de l'époque avec des phares carrés et une calandre à lamelles noires, bien que le style arrière soit resté inchangé. Le tableau de bord métallique plutôt spartiate du Mk1 avec son habitacle à instrument unique a été remplacé par un carénage en plastique sur toute la largeur avec un tableau de bord et un appareillage plus complets tirés de la Taunus / Cortina Mk.4.
En 1984, le moteur diesel York a été redessiné en unité « DI » de 2,5 L. À ce moment, cette génération a reçu un lifting mineur, y compris une calandre en plastique gris avec des entourages de phares intégrés, des clignotants enveloppants, des embouts de pare-chocs plus longs et des feux arrière multifonctions intégrant des feux antibrouillard, clignotants, de recul et de côté pour le fourgon. Ce lifting n'a généralement pas abouti à un nouveau numéro «Mark».
Le Mark II était disponible en 6 styles de carrosserie: Van, Kombi, Chassis Cab, Parcel Van, Bus et Crewbus, tous disponibles en versions à empattement court (2690 mm) et à empattement long (3 000 mm). Une sélection de 5 moteurs était disponible: essence OHC de 1,6 litre, essence OHV (Kent) de 1,6 litre, essence OHC de 2,0 litres, essence OHC (Economy) de 2,0 litres et diesel de 2,4 litres. En plus de cela, il y avait 32 combinaisons de portes, 6 rapports d'essieux et des options pour 12 à 17 sièges intérieurs. Tous ces éléments étaient disponibles dans n'importe quelle combinaison lorsqu'ils étaient achetés avec le plan personnalisé hautement personnalisable de Ford. À l'époque, cela donnait au secteur des entreprises une flexibilité sans précédent, ce qui a été un facteur majeur du succès ultime de ces véhicules.
En 1981, le Transit n'est plus proposé sur le marché australien.
En 1981, pour le marché européen continental uniquement, le Transit Clubmobil a été introduit par la société Hymer. Il était équipé d'un moteur OHC de 1,6 L / 2,0 L et d'un intérieur personnalisé - sièges de style capitaine pivotants en velours, tapis à poils, volant de sport automobile, jantes uniques en alliage Ronal de 14", vitres latérales uniques, siège arrière rabattable, boîte à bagages, becquet avant unique, verre tinté, direction assistée, support de roue de secours et échelle sur la porte arrière. En 3 ans de production, 150 ont été produits et moins de 20 seraient encore existants.
Fin 1982, le Transit Ghia bien équipé a été introduit sur certains marchés, uniquement en tant que bus à neuf places. Cela offrait un intérieur en velours, moquette, vitres teintées, toit ouvrant, etc. À l'extérieur, il peut être identifié par des enjoliveurs plats chromés et des lampes supplémentaires dans la calandre.
En 1982, une version à quatre roues motrices a été ajoutée au marché allemand, appelée Ford Transit SIRA. Ceci a été développé en collaboration avec Rau GmbH, un concessionnaire Ford à Stuttgart. "SIRA" est un mot-valise de "Sinpar" et "Rau" - en plus de vendre des Ford, Rau était l'agent du spécialiste français des quatre roues motrices Sinpar en Allemagne, en Autriche et en Suisse. Le Transit SIRA utilisait une boîte de transfert et d'autres pièces Sinpar, et était disponible avec le moteur essence quatre cylindres de 2 litres ou le diesel de 2,4 litres, sur les deux empattements. Le Transit 4x4 a également été proposé sur d'autres marchés.

## Deuxième génération (Mark III) (1986-2000)
La seconde génération du Transit a été lancée en 1986, restylée en 1991 puis fin 1994. En mars 1994, le Transit revient sur le marché australien.
Avec comme nom de code VE6, la plate-forme du Transit de deuxième génération est apparue en janvier 1986 et se distinguait par sa toute nouvelle carrosserie qui était de conception «en une seule boîte» (c'est-à-dire que le pare-brise et le capot ont presque le même angle), et la suspension avant a été modifiée pour une configuration entièrement indépendante sur les versions à empattement court. La gamme de moteurs, en grande partie inchangée, a été reportée par rapport au dernier modèle Mk.1 lifté de 1978-1985, bien qu'en 1989, le moteur essence V6 Essex 3.0 de haute performance ait été remplacée par le V6 Cologne EFI de 2.9, principalement en raison des réglementations sur les émissions, car la conception V6 Essex avait alors près de 25 ans et utilisait toujours un carburateur. Le Transit de deuxième génération a été développé sous le nom de code "Triton".
En 1992, un lifting subtil a vu la suspension avant entièrement indépendante adoptée sur toute la gamme, tandis qu'un plancher repensé permettait l'utilisation de simples roues arrière plutôt que de roues jumelées sur le dérivé à empattement long, augmentant encore la charge utile - ces modèles sont identifiables par des phares avant légèrement plus arrondis. En Australie, le Transit de deuxième génération n'a été mis en vente qu'en mars 1994, après une absence de 13 ans sur ce marché.

### Restylage de 1995
En 1994, un lifting majeur a donné au Transit un nouveau nez et un nouveau tableau de bord, ainsi que le moteur DOHC de 2,0 L à 8 soupapes que l'on retrouve dans la Ford Scorpio de 1993 à 1998. Il est similaire à la précédente unité DOHC de la Sierra mais sans le distributeur et utilise l'unité de commande de moteur EEC-V mise à jour pour le niveau OBD II. Certains des moteurs à 16 soupapes de Ford, tels que ceux trouvés dans la Scorpio, l'Escort RS2000 et le Galaxy étaient également basés sur ce bloc. Dans le même temps, la climatisation, les vitres électriques, le verrouillage central, les rétroviseurs électriques et les airbags étaient tous disponibles en option.
La version turbo diesel est disponible en version 85 PS (63 kW), 100 PS (74 kW) et 115 PS (85 kW) avec une pompe à carburant électronique.
Pour le 30e anniversaire du Transit en 1995, Ford a publié un modèle en édition limitée appelé Transit Hallmark. Six cents ont été fabriqués et étaient disponibles en trois couleurs, 200 étant fabriqués dans chaque couleur.
En Europe, le Transit VE83 était disponible jusqu'en 2000, mais au Vietnam, il a été construit jusqu'en 2003 lorsqu'il a été échangé en juin pour la nouvelle génération.

### Production chinoise
Introduit en 2006, le Ford Transit VJX6541DK-M est une version sous licence du Transit assemblé par Jiangling Motors (JMC) à Nanchang. Uniquement produit pour le marché intérieur chinois, il est dérivé de la plate-forme VE6/VE83/VE94 de la deuxième génération, produite de 1986 à 2000. Par rapport à l'original Ford, JMC a apporté 70 mises à jour majeures à la conception. L'extérieur se distingue par une révision du bouclier avant, y compris des phares avant plus grands, une calandre et un pare-chocs avant redessinés. L'intérieur a connu plusieurs améliorations ergonomiques, ainsi que la standardisation des vitres électriques. L'ABS est proposé en option. La vitesse maximale est de 110 km/h.
Partageant sa conception avec le Transit de deuxième génération, le Transit construit par JMC differe considérablement dans sa configuration de groupe motopropulseur. À la place des moteurs Ford, la gamme de modèles utilisait un 4 cylindres en ligne de 2,4 L de 92 kW produit par Mitsubishi. Deux moteurs diesels quatre cylindres en ligne de 2,8 L produits par Isuzu sont aussi disponibles, une version atmosphérique de 67,6  à   68 kW et une version turbocompressée intercooler de 80  à   85 kW.
En 2008, Ford a commencé à vendre en Chine le Transit V347/V348 aux côtés de son homologue produit par JMC. Ford a renommé sa fourgonnette "New Transit" et JMC la sienne "Transit Classic". Entre les deux fabricants, 210 000 exemplaires combinés des deux générations ont été vendus en Chine; en 2012, Ford a étendu ses opérations, permettant à la capacité de production de passer à 300 000 véhicules. En janvier 2010, les rappels de Toyota ont affecté le Transit Classic, car Ford / JMC utilisait le même fournisseur de pédales d'accélérateur (CTS Corporation), soupçonnant que les unités soient défectueuses et posent un risque d'accélération involontaire. Environ 1 600 Ford Transit Classic ont été touchés par le rappel en Chine.
À partir de mai 2017, Jiangling Motors a remplacé le Ford Transit sous licence par la gamme de fourgonnettes JMC Teshun. Tout en partageant une grande partie de sa carrosserie avec son prédécesseur, le Teshun a subi une refonte du carénage avant avec un pare-chocs avant et une calandre plus grands,. L'intérieur a subi une mise à jour du tableau de bord, avec l'introduction d'une configuration de banquette avant.
En conservant la plate-forme VE83 du Transit de deuxième génération, le Teshun est proposé avec un moteur quatre cylindres en ligne 2.4L de 136 ch de Mitsubishi et un moteur diesel quatre cylindres en ligne 2.8L de 116 ch produit par Isuzu; les deux moteurs sont jumelés à une boîte de vitesses manuelle à 5 rapports.

## Troisième génération (Mark IV) (2000-2013)
Le Ford Transit de troisième génération a été lancé en 2000 et profondément restylé en 2006. Il est disponible en version traction contrairement aux générations précédentes qui n'existaient qu'en propulsion.
Le Transit, introduit en juillet 2000[réf. nécessaire], était le troisième tout nouveau design et empruntait des indices de style aux conceptions "New Edge" de Ford, comme la Focus et la Ka. Développé par Ford aux États-Unis, la principale innovation est qu'il est disponible en traction (roues motrices avant) ou en propulsion (roues motrices arrière). La nomenclature Ford en fait le modèle V184 (propulsion, roues motrices arrière) ou V185 (traction, roues motrices avant). Ce modèle est équipé du moteur turbo diesel Duratorq de type « Puma » également utilisé dans la Mondeo de 2000 et la Jaguar X-Type, les versions essence passant à l'édition 2,3 L à 16 soupapes du moteur 4 cylindres en ligne. Une démonstration de la vitesse de ce modèle avec la plus petite carrosserie de fourgon, le moteur turbo-diesel Duratorq 2.4 L de la puissance la plus élevée et la boîte manuelle à 6 rapports en option a été présenté dans la saison 6 de Top Gear en 2005, où la pilote de course allemande Sabine Schmitz a tenté de le conduire autour du Nürburgring en moins de dix minutes, correspondant au temps de Jeremy Clarkson dans une Jaguar S-Type turbo-diesel; après une réduction de poids et des modifications aérodynamiques, elle échoua à peine, marquant son tour le plus rapide à 10 min 8 s.
Cette version a remporté le prix de la camionnette de l'année "International Van of the Year 2001".
La transmission automatique Durashift EST (en option sur tous les modèles à propulsion arrière) comprend des commandes montées sur le tableau de bord, un mode manuel spécialement adapté, un mode remorquage, un mode économique et un mode hiver. Ceci est connu sous le nom de système ASM (Automatic Shifting Manual) sur le marché australien.
2002 a vu l'introduction du premier moteur diesel HPCR à rampe commune haute pression (Common Rail) dans le Transit, avec le lancement du modèle 125 ch (92 kW) de 2,0 litres à traction avant. La production du fourgon a commencé dans la nouvelle usine Ford Otosan de Kocaeli, en Turquie, qui a vu la fin de toute production à l'usine de Genk, en Belgique, qui produisait des Transit depuis 1965. Cela a coïncidé avec l'introduction du Transit Connect (également produit à Kocaeli), un fourgon plus petit basé sur la plate-forme C170 (Focus) et visant à remplacer les anciens modèles basés sur l'Escort et la Fiesta. Malgré son nom, le Connect n'a aucun point commun en matière d'ingénierie avec le Transit full-size.
2003 a vu un nouveau tableau de bord avec un compteur kilométrique numérique.
2004 a vu le lancement du premier moteur HPCR à propulsion arrière, la variante de 2,4 litres à 135 ch (99 kW) qui a également introduit la boîte de vitesses manuelle MT-82 à propulsion arrière et à 6 vitesses.
Le cinq millionième Transit a quitté la chaîne de Southampton le lundi 18 juillet 2005 et a été donné à une association caritative anglaise.

### Restylage de 2006

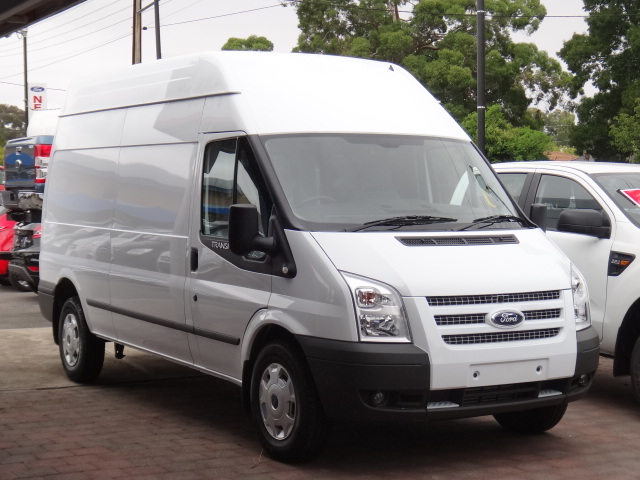
Ford Transit phase 2 (2006-2013)

Le Transit de troisième génération a reçu un lifting de la carrosserie, introduit en août 2006, comprenant de nouveaux feux avant et arrière, une nouvelle partie avant et un nouvel intérieur avec levier de vitesses sur le tableau de bord et un nouveau design de la radio d'entreprise de Ford. Outre les changements de style, les groupes motopropulseurs ont été révisés. L'ancien moteur essence a été remplacé par celui du Ford Ranger, le moteur diesel à traction avant est passé de 2,0 à 2,2 litres de capacité et tous les moteurs diesel (TDCi) ont été dotés de systèmes à rampe commune haute pression. Les groupes motopropulseurs ont été modifiés pour répondre à la nouvelle législation sur les émissions (norme Euro 4). C'est donc à partir de cette évolution que sont apparus les problèmes d'un encrassage prématuré pouvant entraîner des phénomènes de surchauffe d'un ou plusieurs cylindres puis une mauvaise étanchéité de la segmentation suivie par la fissuration de pistons et finalement le percement engendrant de lourdes réparations ou le changement du moteur. 
Ce lifting a introduit pour la première fois l'électronique de bus de données CAN dans le Transit. La nouvelle version (nomenclature Ford V347 pour la traction avant et V348 pour la propulsion arrière) a remporté le prix de la camionnette internationale de l'année 2007 (sans recul pour pouvoir vérifier la fiabilité à long terme) malgré la concurrence acharnée de plusieurs nouveaux rivaux. 
Ce Transit est arrivé au Mexique pour remplacer le Freestar après l'année modèle 2007. Ce fut le premier Transit disponible avec un moteur cinq cylindres (dans la version 3.2L de 200ch).
Mi-2006 a vu le lancement du "Sport Van", un fourgon de production équipé du moteur de 130 PS (96 kW) avec des pièces de style supplémentaires, des bandes "Le Mans" et des jantes en alliage de 18 pouces.
Fin 2007 a vu le lancement du moteur de 140 PS (103 kW) pour les roues avant (remplaçant le moteur de 130 PS) avec la boîte-pont manuelle VMT6 à 6 vitesses pour faire face à la puissance supplémentaire.
La boîte-pont à 6 vitesses a été introduite sur le modèle à traction avant de puissance moyenne fin 2008 lorsque le moteur de 110 PS (81 kW) a été porté à 115 PS (85 kW).
Fin 2008, le « filtre à particules diesel recouvert » (FPDr) - conçu pour répondre à des normes d'émissions plus élevées que les exigences actuelles Euro IV - a été introduit en option sur tous les moteurs diesel. La production a pris fin en 2013, avec la fermeture de l'usine de Southampton, faisant de cette génération la dernière des Transit construits par les Britanniques, mais il est revenu en Chine sous deux formes modifiées.
Moteurs
- 2006-2014 : Diesel 2.2 L de 63 kW (85 ch)
- 2006-2008 : Diesel 2.2 L de 81 kW (110 ch)
- 2008-2014 : Diesel 2.2 L de 85 kW (115 ch)
- 2006-2007 : Diesel 2.2 L de 96 kW (130 ch)
- 2007-2014 : Diesel 2.2 L de 103 kW (140 ch)
- 2006-2014 : Diesel 2.4 L de 74 kW (100 ch)
- 2006-2014 : Diesel 2.4 L de 85 kW (115 ch)
- 2006-2014 : Diesel 2.4 L de 103 kW (140 ch)
- 2007-2014 : Diesel 3.2 L de 147 kW (200 ch)
- 2006-2014 : Essence 2.3 L de 107 kW (146 ch)

### Modèles spécifiques

#### XXL
Pour célébrer le statut du Transit en tant que fourgonnette internationale de l'année 2007, Ford a construit un fourgon de style limousine - le Transit XXL. C'est un modèle unique et spécial et c'est le Transit le plus cher jamais fabriqué.

#### SuperSportVan
Le Ford Transit SuperSportVan était une version unique et performante du Transit de troisième génération construit par Ford Europe. Il utilise un moteur cinq cylindres en ligne Duratorq turbocompressé de 3,2 L, produisant 198 chevaux, emprunté à un modèle de Transit plus grand, couplé à une transmission à 6 vitesses.

### Marché chinois

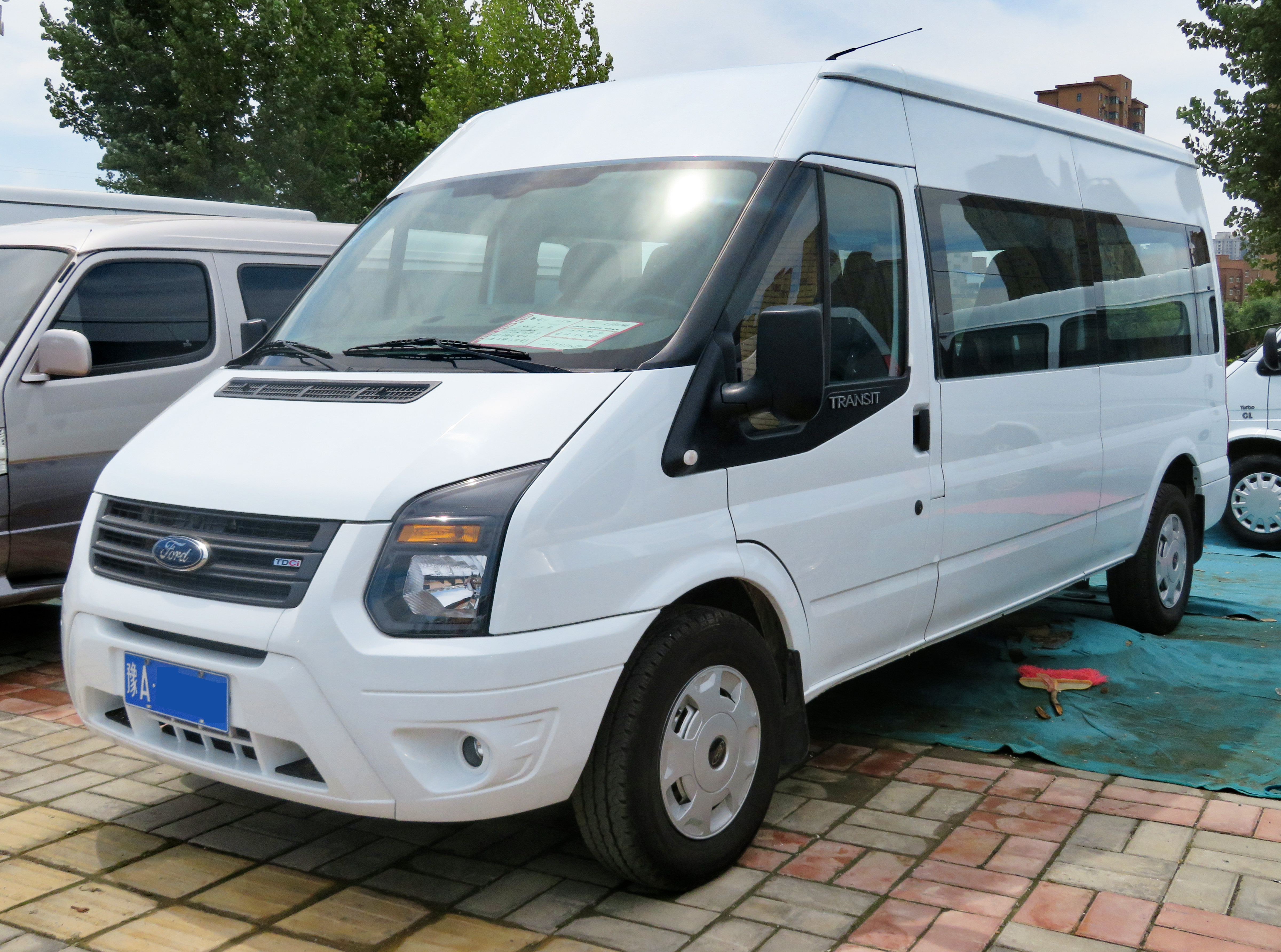
Ford Transit Chine version minibus (2013)

La production du Ford Transit de troisième génération a commencé en 2008 en Chine (MY 2009). Le choix de moteurs comprenait un turbo diesel de 2,2 litres, un essence de 2,3 litres pour les modèles 2009 et un turbo diesel de 2,4 litres. Le Transit a fait peau neuve à partir de l'année modèle 2013 avec de nouveaux phares et feux arrière. À partir de 2019, le moteur turbo diesel de 2,2 litres et la boîte de vitesses manuelle à 6 vitesses sont de série sur toute la gamme,.
Lors du Salon de l'auto de Pékin 2020, le Ford Transit Pro a été dévoilé, simple lifting du modèle précédent. Après un second lifting, Ford a présenté Transit de troisième génération pour l'année modèle 2021. Le lifting concerne la partie et les feux arrière redessinés ainsi que la mise à jour du groupe motopropulseur pour répondre à la norme d'émissions chinoise National Standard VI. Le moteur mis à jour est un moteur diesel de 2,2 litres développant 190 ch et un couple de 360 Nm avec une transmission manuelle à 6 vitesses.

## Quatrième génération (Mark V) (2013-)
Le Transit de quatrième génération a été lancé en janvier 2013 au Salon international de l'automobile d'Amérique du Nord. Contrairement à la génération précédente développée aux États-Unis mais jamais vendue là-bas, le Transit de quatrième génération a été co-conçu par Ford Europe et Ford Amérique du Nord. Après être entré en production en Turquie chez Ford Otosan pour couvrir le marché mondial en 2013, le Transit a été commercialisé en Amérique du Nord en 2014 en tant que modèle de début 2015.
Le Transit de quatrième génération a été la première version proposée à la vente aux États-Unis et au Canada, remplaçant la fourgonnette de fret et de passagers E-Series. Le Ford E-Series reste en production en tant que châssis-cabine incomplet : cabine ouverte tronquée à équiper ou châssis nu. Bien qu'elles soient produites depuis 1965 (presque aussi longues que la Mustang), les générations précédentes du Transit avaient été exclues d'Amérique du Nord pour éviter le chevauchement avec les modèles E-Series Econoline.
L'introduction de la quatrième génération a vu la transition de la plaque signalétique Transit vers une sous-marque commerciale de Ford. À cette date, la dénomination des véhicules utilitaires produits par Ford est totalement modifiée : Transit devient, outre le nom de référence du véhicule utilitaire de fort volume, celui de tous les dérivés fourgon des véhicules utilitaires de la marque tandis que Tourneo en devient l'équivalent pour les dérivés minibus pour le transport de passagers. Pour compléter son véhicule éponyme et le ludospace Transit Connect, Ford a transformé l'ancien Transit à traction avant en sa propre gamme de modèles, le Transit Custom (dimensionné entre le Transit Connect et le Transit), avec le Transit Courier basé sur la Fiesta introduit en 2014 en tant que plus petit modèle de la gamme de produits. L'homonyme de la gamme de modèles, le Transit de quatrième génération, est en concurrence avec le Chevrolet Express / GMC Savana, le Mercedes-Benz Sprinter, le Fiat Ducato (et ses clones : Citroën Jumper, Opel Movano C, Peugeot Boxer, RAM ProMaster) et le Volkswagen Crafter sur les marchés du monde entier.
En 2018, le Transit Mark V est restylé : il bénéficie d'une nouvelle grille et de nouveaux phares avec une signature lumineuse. Le système multimédia évolue également, il est repris de la dernière génération de Focus. Une nouvelle boîte automatique 10 rapports, déjà vue sur la Ford Mustang, est proposée. En 2019, il est décliné dans une version à hybridation légère de 48 V.

### Caractéristiques techniques

#### Châssis
Le Transit de quatrième génération est proposé dans une configuration de groupe motopropulseur à traction arrière; la version à traction avant de la génération précédente a été remplacée par le Transit Custom. Le fourgon Transit est proposé en deux empattements (129,9 pouces  et   147,6 po) tandis que le châssis-cabine / fourgon coupé est proposé en trois empattements (138, 155,7  et   178 po). Comme pour les fourgonnettes de la génération précédente, les fourgons à empattement allongé sont équipés avec des essieux arrière simples ou doubles. L'essieu double arrière, une première en Amérique du Nord sur un utilitaire, était auparavant réservé à la conception des châssis-cabine.
Dans un changement majeur par rapport au E-Series, le Transit utilise une conception de châssis monocoque au lieu d'un châssis séparé; tout en n'utilisant plus de châssis séparé, la forte utilisation de l'acier au bore a permis d'augmenter la capacité de charge utile de 270 kg par rapport à un E-Series de configuration similaire. Les poutres jumelées en forme de I du E-Series ont été retirées car le Transit de quatrième génération utilise des jambes de force MacPherson pour la suspension avant; l'essieu arrière est à ressort à lames. La gamme de modèles est équipée de freins à disques aux quatre roues.

#### Groupe motopropulseur
Pour son introduction mondiale en 2013, le Transit de quatrième génération a hérité des moteurs diesel Duratorq de la génération précédente, partagés avec le Ranger et la Mondeo. Un quatre cylindres en ligne de 2.0L a été introduit (pour la Chine), partagé avec les quatre cylindres en ligne de 2.2L et 2.4L, le premier pour l'Europe et l'Australie, le second que pour l'Europe. Le plus gros moteur était un cinq cylindres en ligne de 3,2 L pour les marchés en dehors de l'Amérique du Sud. Des moteurs essence ont également été proposés, dont un quatre cylindres en ligne Ecoboost de 2 L pour la Chine et un quatre cylindres en ligne Duratec de 2,3 L.
En Amérique, le Transit est proposé avec des moteurs essence de cylindrée plus élevée, partagés avec le F-Series. Un V6 3,7 L de 275 ch était le moteur standard en Amérique du Nord, avec un V6 EcoBoost biturbo 3,5 L de 310 ch offert en Amérique du Nord et du Sud ; le 5 cylindres en ligne 3,2 L de 185 chevaux a été offert jusqu'en 2019 (renommé Powerstroke en diesel). De 2015 à 2019, tous les moteurs étaient jumelés à une transmission automatique à 6 rapports, remplacée par une transmission automatique à 10 rapports pour 2020.
En option chez Ford, le moteur de 3,7 L peut être converti pour fonctionner au gaz naturel comprimé (GNC) ou au gaz de pétrole liquéfié (propane).

#### Configurations de carrosserie
Le Transit est passé du style New Edge de la génération précédente au style « Kinetic » ; l'intérieur a été influencé par la Ford Focus de troisième génération[citation nécessaire]. Le Transit de quatrième génération est disponible à la fois en tant que fourgonnette et en tant que châssis-cabine / fourgon coupé; la version pick-up de la génération précédente a été abandonnée. Le fourgon est proposé en trois longueurs de toit et trois hauteurs de toit différentes.
Dans la plupart des marchés mondiaux, le Transit minibus est commercialisé sous le nom de Ford Tourneo, bien que Ford utilise le nom Transit pour les fourgonnettes de fret et minibus aux États-Unis et au Canada. Dans la lignée des autres camions Ford d'Amérique du Nord, le Transit est commercialisé en versions XL et XLT. Dans la lignée des pick-up F-Series (et de son prédécesseur E-Series) le Transit est commercialisé, en Amérique du Nord, en séries de charges utiles 150/250/350 et 350HD, déterminées par l'empattement, la longueur de la carrosserie et la hauteur du toit.
Comme pour le E-Series et la génération précédente du Transit, la gamme de modèles sert de base à plusieurs véhicules utilitaires, y compris des ambulances, des bus et des véhicules récréatifs.

### Restylage de 2020
Pour la production de 2020, le Ford Transit a subi une révision de modèle de milieu de cycle, qui se distingue par une mise à jour de la face avant et du tableau de bord,. Dans les exemplaires produits par Otosan et Claycomo, le groupe motopropulseur a connu plusieurs mises à jour. Pour l'Amérique du Nord, un V6 de 3,5 litres atmosphérique de 275 chevaux a remplacé le V6 de 3,7 litres; le V6 biturbo de 3,5 litres est resté une option. Pour les marchés en dehors des Amériques, les quatre moteurs diesel Duratorq ont été remplacés par un seul quatre cylindres en ligne turbodiesel EcoBlue de 2,0 L (partagé avec le Ranger en dehors de l'Amérique du Nord),. Offert en plusieurs puissances (105, 130, 170, 185 ch), le moteur EcoBlue est également proposé avec une option d'hybridation légère (avec le moteur 130 ch). Initialement destinée à la vente en Amérique du Nord aux côtés du Transit Connect, l'option EcoBlue a été abandonnée peu de temps avant son introduction.
Pour la première fois sur le Transit, la transmission intégrale est une option pour la gamme de modèles. C'est la première fourgonnette Ford à proposer une transmission intégrale depuis l'Aerostar de 1997. Un nouveau niveau de finition commercialisé sous le nom de Transit Trail a également été mis à disposition pour le Transit et le Transit Custom. Il comprend un différentiel verrouillable Quaife et des éléments de conception du Ford F-150 Raptor du marché nord-américain,. Un style de carrosserie fourgon d'équipage a été introduit en tant que nouvelle option; connue sous le nom de double cabine en Europe, la conception combine la conception d'une fourgonnette de passagers et de fret, offrant des sièges pour 5 passagers et un grand espace de chargement à l'arrière. Le Transit de 2020 a également adopté des portes coulissantes électriques et des doubles portes coulissantes (pour les fourgonnettes) en option,.
En 2021, le Ford Transit fait l'objet d'une évaluation par Euro Ncap qui lui attribue le label "gold" pour son score de 63% pour ses équipements sécurité en partie optionnels. Le véhicule peut notamment être doté d'un freinage automatique d'urgence.

### La version électrique E-Transit Custom
Présenté en septembre 2022, le E-Transit Custom est disponible avec un  moteur électrique, placé sur l'essieu arrière, développant 135 ou 257 chevaux avec un couple de 415 Nm. Doté d’une batterie de 84 kWh, il pourrait atteindre une autonomie électrique de 310 kilomètres. La charge utile est limitée à 800 kg pour un volume de chargement de 5,8 à 9 m3 selon la longueur pour les versions avec permis B de 3,5 tonnes et 2 000 kg pour les versions lourdes de 3,9 et 4,25 tonnes.
Le E-Transit Custom est livré avec un chargeur embarqué triphasé de 11 kW en courant alternatif (AC). Ce chargeur permettrait de recharger complètement la batterie en sept ou huit heures. La charge rapide en courant continu (DC) est aussi possible jusqu'à 125 kW, de manière de passer de 15 à 80% d’autonomie en 41 minutes.
Il est produit dans l’usine turque Ford Otosan de Kocaeli à partir de l’automne 2023 et commercialisé au tout début d'année 2024.

### Production
La production mondiale du Transit de quatrième génération provient de deux usines de Ford. Toute la production de Transit pour l'Europe et l'Asie provient de Ford Otosan dans la province de Kocaeli, en Turquie; cette usine fournit un pourcentage des exportations mondiales. La production nord-américaine et sud-américaine provient principalement de Kansas City Assembly à Claycomo, Missouri; la production à l'usine d'assemblage de Kansas City a commencé le 30 avril 2014.
En Amérique du Nord, la gamme de modèles a été lancée en tant que MY 2015, adoptant le nom Transit pour les fourgonnettes de fret et les minibus plutôt que d'utiliser le nom Tourneo utilisé sur d'autres marchés pour les minibus.

#### Ventes aux États-Unis
| Année civile | Ventes Ford Transit          |
| ------------ | ---------------------------- |
| 2014         | 20.448                       |
| 2015         | 117.577                      |
| 2016         | 143.244                      |
| 2017         | 127.360                      |
| 2018         | 137.794                      |
| 2019         | 153.868                      |
| 2020         | 131,557                      |
| 2021         | 99.745                       |
| 2022         | 99,382 (y/c 6.500 E-Transit) |

## Variantes

### Tourneo
Introduit en 1995, le Tourneo était un minibus de 8 ou 9 places basé sur le Transit de deuxième génération. Par la suite, à compter du Transit de troisième génération, ce véhicule de transport de passagers a pris l'appellation de Transit Tourneo. Bien équipé, il a pu être classé comme un grand monospace ; il a pu également être considéré comme un véhicule de transport de direction et a pu ainsi être équipé de jantes en alliage.
Depuis la sortie de la quatrième génération de Transit en 2013, ce minibus est dorénavant commercialisé sous le nom de Ford Tourneo Custom, est donc basé sur le Ford Transit Custom de taille inférieure,.

### County 4x4
Une poignée d'entreprises ont offert des conversions à quatre roues motrices, telles que County Tractors of Knighton à Powys, au Pays de Galles qui ont converti des fourgonnettes pour le compte de Ford en tant qu'option d'usine. Principalement utilisé par les entreprises de services publics telles que le National Grid (Royaume-Uni), le ministère de la Défense (Royaume-Uni) et par les équipes de secours en montagne.
Les premiers modèles de Transit County étaient basés sur le modèle Transit Mark II, à empattement long et court. La conversion utilisait un essieu avant Dana 44F et une boîte de transfert NP208, tous deux enlevés du Ford Bronco, couplés au moteur, à la boîte de vitesses et à l'essieu arrière du Transit ordinaire à l'aide de trois arbres de transmission personnalisés. L'essieu arrière du Transit a été conservé, monté sur un sous-châssis arrière ou «berceau de levage» pour donner une hauteur de caisse supplémentaire. D'autres modifications étaient des jantes de 16 po, des moyeux avant verrouillables, un boîtier de direction robuste et des disques de frein avant de 305 mm de diamètre.
Avec l'introduction du Transit Mark III en 1986 est venue la génération suivante du County 4x4. Version très populaire et à succès, elle sera la dernière à utiliser la disposition d'essieu à poutre Dana. Plus tard, les modèles County 4x4 sont passés à l'utilisation d'une configuration de suspension avant indépendante qui était intrinsèquement plus complexe dans sa conception que les modèles d'essieux à poutre précédents. Les fourgons à panneaux ultérieurs ont également perdu l'essieu arrière à deux roues qui avait été installé sur les versions antérieures à empattement long.

### Supervan
Les Ford Transit Supervan étaient une série de véhicules promotionnels construits pour Ford Royaume-Uni. Ils combinaient le contour et l'apparence du fourgon Ford Transit avec le châssis et les performances d'une voiture de course sportive.